# 德吕亚
德吕亚（法語：Druillat，法語發音：[dʁɥija]）是法国东部安省的一个市镇，属于布雷斯地区布尔格区。

## 地理
德吕亚（46°3'36"N, 5°19'2"E）面积20.72 平方千米，位于法国奥弗涅-罗讷-阿尔卑斯大区安省，该省份为法国东部省份，北起汝拉省，西北接索恩-卢瓦尔省，西接罗讷省和里昂大都会，南至伊泽尔省，东与萨瓦省、上萨瓦省和瑞士接壤。
与德吕亚接壤的市镇（或旧市镇、城区）包括：韦勒河畔栋皮埃尔、安河畔讷维尔、蓬丹、圣马丹迪蒙、拉特朗克利耶尔、瓦朗邦、安河畔维莱特。

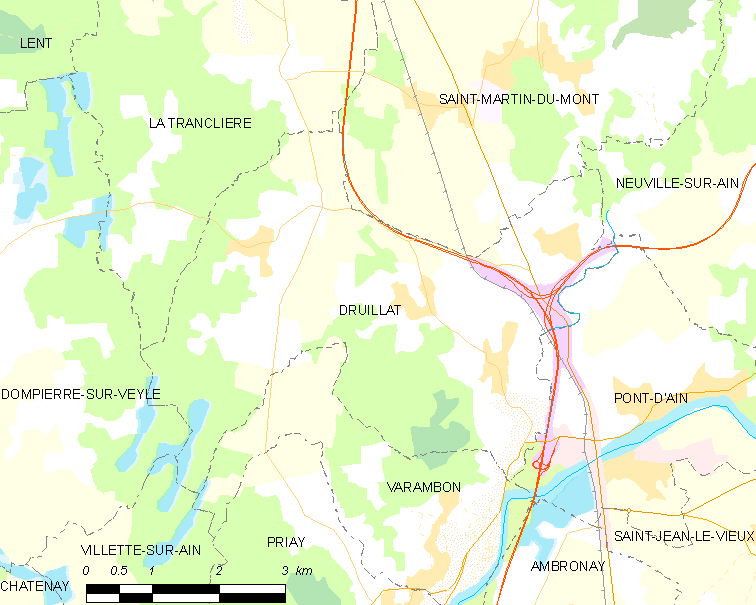
德吕亚的OSM定位图

德吕亚的时区为UTC+01:00、UTC+02:00（夏令时）。

## 行政
德吕亚的邮政编码为01160，INSEE市镇编码为01151。

## 政治
德吕亚所属的省级选区为塞泽里亚县。

## 人口

1962-2008年间德吕亚人口变化图示

德吕亚于2022年1月1日时的人口数量为1144人。